# Willy Brandt
Willy Brandt, rojen kot Herbert Ernst Karl Frahm, nemški politik, * 18. december 1913, Lübeck, † 8. oktober 1992, Unkel pri Bonnu.
Politik, državnik, idealist, vizionar nemške politike, briljanten govorec, imenovali so ga tudi nemški Kennedy, saj se je zgledoval po njem v novem slogu nastopanja v javnosti ter v medijskih kampanjah. Bil je četrti kancler ZRN ter prvi socialdemokratski kancler (1969–1974), prej že zunanji minister (1966–1969), v letih 1957–1966 pa župan Zahodnega Berlina. V letih 1964–1987 je bil vodja SPD in od leta 1976 do leta 1992 predsednik Socialistične Internacionale.
Legendarni Willy Brandt se je v zgodovino zapisal tudi zaradi simbolnega dogodka ob obisku Varšave 7. decembra 1970, ko je padel na kolena ob spomeniku junakov varšavskega geta (»Kniefall vor Warschau«). Zaradi svoje napredne in fleksibilne politike oz. »nove vzhodne politike« (Neue Ostpolitik) je dobil leta 1971 Nobelovo nagrado. Brandtova vizija je bila: mir, sodelovanje in spoštovanje različnosti.
V Brandtovih časih so bili odnosi med Jugoslavijo in ZRN prav prijateljski, spoštovanje med Titom in Brandtom je bilo obojestransko. Brandt je bil naklonjen tudi do neuvrščenih držav.
Leta 1974 je Willy Brandt, ki je predstavljal etično avtoriteto, odstopil zaradi afere Guillaume. V njegovem kabinetu so odkrili stasi agenta, ki je bil Brandtov osebni referent. Zaradi političnega škandala je odstopil, a je do smrti ostal aktiven politik.